# خافيير مونيوث
خافيير مونيوث (بالإسبانية: Javier Muñoz Mustafá)‏ (11 يونيو 1980 في الأرجنتين - ) هو لاعب كرة قدم أرجنتيني في مركز الدفاع. لعب مع أتلانتي إف سي وإنديبندينتي وروزاريو سنترال وريال بلد الوليد وسانتوس لاغونا وكلوب ليون ونادي باتشوكا ونادي تشياباس ونادي تينيريفي ونادي سان لويس ونادي ليغانيس.

## وصلات خارجية
- خافيير مونيوث على موقع إي إس بي إن إف سي (الإنجليزية)
- خافيير مونيوث على موقع قاعدة بيانات كرة القدم.إي يو (الإنجليزية)
- خافيير مونيوث على موقع Soccerway.com (الإنجليزية)
- خافيير مونيوث على موقع AS.com (الإسبانية)